# Chaetodon leucopleura
El pez mariposa de Somalia o Pez mariposa Somalí (Chaetodon leucopleura) es una de las especies que integran el género Chaetodon.
Abunda en Somalia, aunque también se encuentra por todo el Océano Índico occidental.
Mide hasta 18 cm de longitud. Es coralívoro y vive a profundidades de hasta 75 metros, solo o en pareja.